# 吉田正雄
吉田 正雄（よしだ まさお、1923年3月25日 - 2009年1月16日）は、日本の政治家。衆議院議員（1期）、参議院議員（1期）

## 来歴
新潟県長岡市出身。1945年、東京物理学校（現在の東京理科大学）理化学科卒業。新潟県労組評議会議長、新潟県労働審議会委員を経て、1977年の参院選で日本社会党から立候補して当選、参議院議員を1期務めた。1990年の総選挙で旧新潟2区から立候補して当選。1993年の総選挙で落選した。翌1994年、和田静夫らと護憲市民全国協議会を結成、事務局長に就任した。1997年春の叙勲で勲三等旭日中綬章受章。
2009年1月16日、肺癌のため死去、85歳。死没日をもって従四位に叙される。